# Bryce Brown
Bryce Brown (Wichita, 14 marzo 1991) è un ex giocatore di football americano statunitense che ha giocato nel ruolo di running back nella National Football League (NFL). Fu scelto nel corso del settimo giro (229º assoluto) del Draft NFL 2012 dai Philadelphia Eagles. Al college ha giocato a football alla Kansas State University.

## Carriera

### Philadelphia Eagles
Il 28 aprile 2012, Brown fu scelto nel corso del settimo giro del Draft 2012 dai Philadelphia Eagles. L'11 maggio 2012, il giocatore firmò un contratto quadriennale con la franchigia. Nella settimana 12, partito come titolare al posto della stella della squadra LeSean McCoy, Brown superò il record di franchigia di Correll Buckhalter di yard corse da un rookie, accumulandone ben 178 e segnando i primi due touchdown della carriera, non sufficienti però ad evitare agli Eagles la sconfitta nel Monday Night Football contro i Carolina Panthers.
Anche nella gara successiva il rookie fornì una grande prestazione correndo altre 169 yard e 2 touchdown, con gli Eagles che furono però sconfitti dai Dallas Cowboys. La sua stagione da rookie si concluse disputando tutte le 16 partite, 4 delle quali come titolare, con 564 yard corse e 4 touchdown.
Il primo touchdown della stagione 2013, Brown lo segnò nella settimana 16 contro i Chicago Bears. Andò a segno anche la settimana successiva in cui gli Eagles trionfarono tornando alla post-season dopo due stagioni di assenza.

### Buffalo Bills
Il 10 maggio 2014, Brown fu scambiato con i Buffalo Bills per una scelta del Draft 2015.

### Seattle Seahawks
Il 27 ottobre 2015 Brown firmò coi Seattle Seahawks, andando a segno nella vittoria dell'ultimo turno della stagione regolare contro gli Arizona Cardinals.

## Palmarès
- Record degli Eagles per yard corse in una partita da un rookie (178 nel 2012)

## Statistiche
| Partite totali      | 32  |
| Partire da titolare | 5   |
| Yard corse          | 878 |
| Touchdown su corsa  | 6   |

Statistiche aggiornate alla stagione 2013